# Nyctimystes tyleri
 Nyctimystes tyleri es una rana de árbol (familia Pelodryadidae) de la isla de Papúa Nueva Guinea.
Los científicos no han visto muchas de estas ranas, pero dicen que es grande, 7.8 cm de largo.  Tiene ojos amarillos.